# Valentino Gasparella
Valentino Gasparella (Isola Vicentina, 30 de junio de 1935) es un deportista italiano que compitió en ciclismo en la modalidad de pista, especialista en las pruebas de velocidad y persecución por equipos.
Participó en dos Juegos Olímpicos de Verano, obteniendo en total dos medallas, oro en Melbourne 1956, en la prueba de persecución por equipos (junto con Antonio Domenicali, Franco Gandini y Leandro Faggin), y bronce en Roma 1960, en velocidad individual.
Ganó tres medallas en el Campeonato Mundial de Ciclismo en Pista entre los años 1957 y 1959.

## Medallero internacional
| Juegos Olímpicos   | Juegos Olímpicos         | Juegos Olímpicos  | Juegos Olímpicos         |
| Año                | Lugar                    | Medalla           | Competición              |
| ------------------ | ------------------------ | ----------------- | ------------------------ |
| 1956               | Melbourne (Australia)    | Medalla de oro    | Persecución por equipos  |
| 1960               | Roma (Italia)            | Medalla de bronce | Velocidad individual     |
| Campeonato Mundial |                          |                   |                          |
| Año                | Lugar                    | Medalla           | Competición              |
| 1957               | Rocourt (Bélgica)        | Medalla de bronce | Velocidad individual (A) |
| 1958               | París (Francia)          | Medalla de oro    | Velocidad individual (A) |
| 1959               | Ámsterdam (Países Bajos) | Medalla de oro    | Velocidad individual (A) |